# Basch Árpád könyvillusztrációinak listája
Az alábbi oldal Basch Árpád könyvillusztrációit gyűjti listába.

## Bevezetés
Basch Árpád (1873–1945) a 20. század első felének jelentős festője volt. Emellett azonban – kortársaihoz hasonlóan – több más munkát, így könyvek illusztrálását is alkalmanként elvállalta. Könyvillusztrátori munkássága még nem került részletes feldolgozásra, így az alábbi lista a források hiányossága miatt vélhetően nem teljes.

## A lista
| Szerző             | Cím                                                                                | Kiadó                                     | Kiadási hely | Kiadási év                 |
| ------------------ | ---------------------------------------------------------------------------------- | ----------------------------------------- | ------------ | -------------------------- |
| Lenkei Henrik      | A mulató Budapest                                                                  | Singer és Wolfner Könyvkereskedése        | Budapest     | 1896                       |
| Endrődi Sándor     | Kurucz nóták. 1700–1720                                                            | Athenaeum Irodalmi és Nyomdai R.-Társulat | Budapest     | 1897                       |
| szerk. Basch Árpád | Út a halhatatlanság forrásához. A Magyar Képzőművészek Egyesületének jelmezestélye | S. Kosmos Nyomda                          | Budapest     | 1897                       |
| Krúdy Gyula        | Ifjuság. Rajzok és elbeszélések                                                    | Pesti Könyvnyomda                         | Budapest     | 1899                       |
| Mikszáth Kálmán    | Az én kortársaim, Az Ujság ajándéka előfizetőinek                                  | Az Ujság                                  | Budapest     | 1904                       |
| Herczeg Ferenc     | Szelek szárnyán. Az Ujság ajándéka előfizetőinek                                   | Athenaeum Irodalmi és Nyomdai Rt.         | Budapest     | 1905                       |
|                    | Az Ujság albuma az 1906. évre                                                      | Athenaeum Irodalmi és Nyomdai Rt.         | Budapest     | 1906                       |
| Pap Zoltán         | Muzsikaszó. Regény dalban                                                          | Petőfi-Társaság                           | Budapest     | 1910                       |
| Pap Zoltán         | Rekviem. Iza emlékezete                                                            | Singer és Wolfner Kiadása                 | Budapest     | 1918                       |
| Endrődi Sándor     | Játszi órák                                                                        | Athenaeum Irodalmi és Nyomdai Rt.         | Budapest     | 1921                       |
| Takáts Sándor      | A régi Magyarország jókedve                                                        | Athenaeum Irodalmi és Nyomdai Rt.         | Budapest     | 1929 (2., bővített kiadás) |

Ezen kívül rajzokat készített az Uj Idők című folyóirat számára is.